# Pycnodithella harveyi
Pycnodithella harveyi es una especie de arácnido del orden Pseudoscorpionida de la familia Tridenchthoniidae.

## Distribución geográfica
Se encuentra en Nueva Gales del Sur (Australia).